# David Albelda
David Albelda Aliqués (* 1. září 1977) je bývalý profesionální španělský fotbalista. Ve své kariéře nastupoval hlavně za klub Valencia CF, kde působil od roku 1995 do roku 2013, kdy ukončil kariéru. Zahrál si rovněž za národní tým Španělska, a to na Letních olympijských hrách 2000, na dvou světových šampionátech v letech 2002 a 2006 a na Euru 2004.

## Reprezentační kariéra
Jeho debutové utkání za reprezentaci se odehrálo 5. září 2001 na půdě Lichtenštejnska v rámci kvalifikace na MS 2002.
Zúčastnil se světového šampionátu v roce 2002 v Koreji a Japonsku, kde Španělé skončili ve čtvrtfinále s Jižní Koreou. Albelda odehrál poslední skupinový zápas proti Jihoafrické republice a osmifinálový zápas proti Irsku.